# Robert Pernet
Robert Pernet (Brussel, 15 oktober 1940 - 27 februari 2001) was een Belgisch jazzhistoricus, -archivaris en getalenteerd jazzdrummer.
Toen Pernet zich voor jazz begon te interesseren, beluisterde hij de Ronnex-opnamen van de gitarist Freddy Sunder (waarvan men eerst dacht dat het een Amerikaan was), en maakte ook een begin met het verzamelen van 78 toerenplaten, tijdschriften en boeken. Met het idee van een boek over Belgische jazz in het achterhoofd, begon hij de Belgische muzikanten van deze platen te contacteren. Pernet was ook erg geïnteresseerd in de prehistorie van de jazz, met de minstrel shows, ragtime en cakewalk.
Pernets boek "Jazz in Little Belgium" uit 1966 wordt nog steeds als een uniek naslagwerk beschouwd voor de geschiedenis van de Belgische jazz. Zijn (bijna voltooide) "Discografie van de Belgische jazz" is een monumentaal werk dat 100 jaar opnames met Belgische "syncopische muziek" bevat (1897-1997). In november 2002 verwierf de Koning Boudewijnstichting Pernets jazzverzameling met meer dan 7000 platen, talrijke boeken, tijdschriften, bladmuziek, foto's en allerlei voorwerpen die in hoofdzaak de geschiedenis van de Belgische jazz documenteren.
Begin jaren zestig speelde Robert Pernet gedurende tien jaar als drummer bij het Babs Robert Quartet, met saxofonist Babs Robert, pianist Johnny Brouwers en bassist Paul Dubois. De band speelde onder meer op het Festival van Montreux van 1967. Pernet speelde in die periode ook met bekende Belgische en Amerikaanse jazzsolisten zoals Toots Thielemans, Sadi, Lou Bennett, Bobby Jaspar, Jacques Pelzer, René Thomas, Philip Catherine, Charles Loos en Herman Sandy.
- Bibliothèque nationale de France: cb124865567 (data)
- International Standard Name Identifier: 0000 0000 7361 619X
- Library of Congress Control Number: no2010010840
- MusicBrainz: e334bb35-b88a-47c2-b1dd-f40554f64c49
- Virtual International Authority File: 22244105
- WorldCat: E39PBJpypqtWwJ8MxJ7JyxH6Kd